# Río Orosí
Río Orosí är ett vattendrag i Nicaragua, på gränsen till Costa Rica. Det ligger i den södra delen av landet. Río Orosí mynnar i sjön Lago de Nicaragua.